# Demcizumab
Il demcizumab è un anticorpo monoclonale umanizzato sviluppato dalla OncoMed Pharmaceuticals in collaborazione con la Celgene. Studiato nel trattamento del carcinoma del pancreas e del carcinoma polmonare non a piccole cellule, dopo aver completato la fase I della sperimentazione clinica, l'anticorpo è stato coinvolto in due studi clinici giunti in fase II: il primo verteva sul trattamento di individui con carcinoma pancreatico metastatico e l'uso del demcizumab non si è rivelato efficace nel migliorare la prognosi di questi pazienti; il secondo, rivelatosi più promettente e completato nel 2016, riguardava pazienti con carcinoma polmonare a cellule non piccole, anche in questo caso con metastasi (stadio IV della classificazione TNM).
Il demcizumab blocca la molecola DLL4, un ligando di alcuni recettori presenti sulla via Notch di segnalazione cellulare. La via Notch è cruciale per la proliferazione incontrollata che caratterizza le cellule staminali tumorali.

## Effetti collaterali
Tra gli effetti collaterali più comuni figurano ipertensione, astenia, anemia e cefalea. Altri possibili effetti avversi sono nausea, ipoalbuminemia, confusione mentale e dispnea. È molto più rara l'insorgenza di patologie cardiovascolari potenzialmente connesse all'assunzione dell'anticorpo.